# 헤일리 위켄하이저
헤일리 위켄하이저(영어: Hayley Wickenheiser, 1978년 8월 12일~)는 캐나다의 은퇴한 여자 아이스하키 선수로 포지션은 센터이다. 아이스하키 역사상 가장 위대한 여자 선수로 평가받으며, 현재 내셔널 하키 리그(NHL)의 토론토 메이플리프스의 선수 개발 지도사로 일하고 있다. 골텐더를 제외한 여자 아이스하키 선수 중 최초로 프로 아이스하키 선수로 활동한 선수이며, 1994년부터 2017년까지 캐나다 여자 대표팀의 일원으로 활동하며 276경기에 출전, 168골, 211어시스트를 기록하였다. 이는 캐나다 여자 대표팀 최다 기록이다. 아이스하키 선수로서 5번의 올림픽에 참가, 금메달 4개, 은메달 1개 획득, MVP에 2번 선정되었다. 또한 캐럴라인 윌릿과 제이나 해퍼드와 함께 캐나다 올림픽 메달리스트 최다 금메달 획득 기록을 보유하고 있다.
소프트볼 선수로도 활동하였으며, 캐나다 대표팀에 발탁되어 2000년 하계 올림픽에 참가하기도 했다. 2014년 2월 20일에는 국제 올림픽 위원회(IOC) 선수 위원으로 발탁되었다.